# Fritz Sänger
Fritz Paul Sänger (* 24. Dezember 1901 in Stettin; † 30. Juli 1984 in München) war ein deutscher Journalist und Politiker (SPD). Er war erster Geschäftsführer der Deutschen Presse-Agentur, Mitautor des Godesberger Programms und ist der Namensgeber für den Fritz-Sänger-Preis für mutigen Journalismus.

## Leben
Fritz Sänger wurde als Sohn des Großhandels-Exportkaufmanns Paul Sänger und dessen Frau Ida, geb. Kempe, in Stettin geboren. Sein Vater starb bereits im Herbst 1908; die Mutter konnte ihre drei Kinder von da an nur mühsam ernähren. Als Schüler der Arndt-Mittelschule in Stettin (für eine Höhere Schule fehlte das Geld), gelang es ihm im Kriegswinter 1918 als Externer an der Bismarck-Oberrealschule das Freiwilligen-Examen zu bestehen, welches ihn zum Wehrdienst als Einjährig-Freiwilliger und auch zum Besuch eines Lehrerseminars berechtigte. Er besuchte das Lehrerseminar in Pyritz, holte dort das Abitur nach und legte im September 1921 die Prüfung als Lehrer an öffentlichen Volksschulen ab.
Er entschied sich jedoch bereits zu diesem Zeitpunkt, nicht Lehrer, sondern Journalist zu werden. Er besuchte eine Verwaltungsakademie und die Deutsche Hochschule für Politik, wenn auch ohne Abschluss, und volontierte von 1921 bis Ende 1922 beim General-Anzeiger für Stettin und die Provinz Pommern. Schon als Seminarist hatte er zuvor die Zeitschrift für angehende Lehrer Der Ruf geleitet, welche der Preußische Lehrerverein herausgab.
In dieser Zeit knüpfte er auch die ersten Kontakte zur SPD, der er 1920 beitrat, aber auch zu Politikern anderer Parteien (u. a. zu Ernst Lemmer, damals Reichstagsabgeordneter der Deutschen Demokratischen Partei – nach dem Kriege CDU-Abgeordneter im Deutschen Bundestag) und wurde im Dezember 1922 als Abgesandter des Preußischen Lehrervereins zum Deutschen Beamtenbund nach Berlin geschickt. Dort stieß er jedoch mit seinen fortschrittlichen Ideen nur auf Widerstand: Die Reichsschulkonferenz war vom Wesen her eher konservativ geprägt. In den Jahren 1923 bis 1926 wirkte er im Deutschen Beamtenbund als Geschäftsführer des Provinzkartells Pommern und wurde 1927 in Berlin Bundessekretär. Ab 1927 war er leitender Redakteur in der Preußischen Lehrerzeitung und Geschäftsführer im Preußischen Lehrerverein, bis man ihm am 18. April 1933 aus politischen Gründen fristlos kündigte.
In der Zeit des Nationalsozialismus durchlebte der überzeugte Sozialdemokrat Fritz Sänger schwere Zeiten. Bis 1935 konnte er noch seinen Lebensunterhalt als Stenograf bestreiten. Er war schon fast mittellos, als ihm eine Anstellung in der Berliner Redaktion der angesehenen Frankfurter Zeitung angeboten wurde. Die Nationalsozialisten waren bemüht, diese auch im Ausland renommierte Tageszeitung in ihre Propaganda-Maschinerie einzubinden, was jedoch nicht erreicht wurde. Dort arbeitete er bis zum Verbot der Zeitung im August 1943 und konnte gleich im Anschluss daran durch Vermittlung seines Freundes und damaligen Chefredakteurs Otto Häcker zur Berliner Redaktion des Neuen Wiener Tagblatts wechseln. Er nahm in dieser Zeit nicht nur Kontakt zu Widerstandskreisen auf (z. B. zu dem 1945 in Berlin-Plötzensee hingerichteten Julius Leber), sondern half auch vielen Juden und Regimegegnern, indem er sie versteckte oder ihre Flucht organisierte.
Aufgrund seiner politischen Vorgeschichte und den beruflichen Nachteilen, die er zur Zeit des NS-Regimes zu erleiden hatte, stufte ihn die britische Militärregierung als „unbelastet“ ein und gestattete ihm die Wiederaufnahme politischer und journalistischer Betätigungen. Noch im Jahr 1945 wurde er beim Landrat in Gifhorn als Sonderbeauftragter zur Betreuung der ehemals Verfolgten eingesetzt. Er wurde zudem im Oktober 1945 Chefredakteur der Braunschweiger Zeitung und 1946 Mitglied des Niedersächsischen Landtags, nachdem er zuvor von Februar bis November 1946 Mitglied des Ernannten Braunschweigischen Landtages gewesen war. Mit der Gründung des Sozialdemokratischen Pressedienstes wurde er dessen Geschäftsführer und Chefredakteur, in den Folgejahren 1947 bis 1959 erreichte er den Höhepunkt seiner journalistischen Laufbahn als Geschäftsführer (bis 1955) und Chefredakteur im Hamburger Deutschen Pressedienst (später Deutsche Presseagentur dpa). Er musste diesen Posten auf Betreiben von Konrad Adenauer räumen. 1959, nachdem Erich Ollenhauer ihn in die Redaktionskommission des SPD-Parteivorstandes berufen hatte, widmete Fritz Sänger seine ganze Kraft der Ausarbeitung und Redigierung des Godesberger Programms, später dann dem Bundestagswahlkampf des Parteivorsitzenden Willy Brandt (1961).
Im Anschluss daran wurde er über die schleswig-holsteinische Landesliste der SPD für zwei Legislaturperioden als Abgeordneter in den Deutschen Bundestag gewählt. In seiner Ausschusstätigkeit als MdB konzentrierte er sich vor allem auf die Medienpolitik und das Presserechtswesen.
Am 26. Juni 1969 wurde Fritz Sänger mit dem Großen Verdienstkreuz des Verdienstordens der Bundesrepublik Deutschland ausgezeichnet. Er wurde 1958 in die Hamburger Freimaurerloge Die Brückenbauer aufgenommen.
Fritz Sänger bekleidete bis ins hohe Alter viele Ehrenämter und Positionen. Er war unter anderem Mitglied des Deutschen Presserats, Mitglied des Rundfunkrates des Deutschlandfunks, Mitglied des Beirates der Deutschen Wochenschau und Kuratoriumsvorsitzender der Stiftung 20. Juli 1944. Als Mitglied des Beirats der Humanistischen Union setzte er sich für den Schutz und die Durchsetzung der Menschenrechte ein. Er war Mitglied im Rat der Gemeinde Gifhorn und dem dortigen Kreistag, vom 23. August 1946 bis 29. Oktober 1946 Mitglied des ernannten Hannoverschen Landtages, vom 9. Dezember 1946 bis 28. März 1947 Mitglied des ernannten Niedersächsischen Landtages, vom 20. April 1947 bis 30. September 1947 Mitglied des Niedersächsischen Landtages (1. Wahlperiode) und von 1961 bis 1969 Mitglied des Deutschen Bundestages. 
Im Archiv der sozialen Demokratie der Friedrich-Ebert-Stiftung lagert sein umfangreicher schriftlicher Nachlass: 11,2 laufende Meter. Thematische Schwerpunkte in diesem Fundus zur deutschen Nachkriegsgeschichte sind die Presse- und Medienpolitik der Bundesrepublik sowie ausführliche Materialien zum Godesberger Programm der SPD, an dessen Formulierung er maßgeblich beteiligt war.

## Schriften
- Soziale Demokratie. Bemerkungen zum Grundsatzprogramm der SPD. Dietz Verlag, Bonn 1960.
- Politik der Täuschungen. Missbrauch der Presse im Dritten Reich. Weisungen, Informationen, Notizen 1933-1939. Europa-Verlag, Wien 1975, ISBN 3-203-50542-8.
- Verborgene Fäden. Erinnerungen und Bemerkungen eines Journalisten. Dietz Verlag, Bonn 1978, ISBN 3-878-31267-9.
- Der Freiheit dienen. Kritische Kommentare zum Zeitgeschehen. Steidl-Verlag, Göttingen 1985, ISBN 3-882-43045-1.
- Für die Freiheit gelebt. Emil Henks Wesen und Werk. In: Richard Henk (Hrsg.): In Memoriam Emil Henk 1893–1969. Erinnerungen seiner Freunde. (mit Beiträgen von Carl Zuckmayer, Henry Goverts, Fabian von Schlabrendorff u. a.), Brausdruck, Heidelberg 1970, S. 39–44.